# Гиппеаструм
Гиппеа́струм (лат. Hippeástrum) — род растений семейства Амариллисовые (Amaryllidaceae). Род включает около 90 видов.
Название рода происходит от др.-греч. ἱππεύς — всадник и ἄστρον — звезда.
Нередко гиппеаструм ошибочно называют амариллисом, однако амариллис в диком виде произрастает в Южной Африке и представлен всего двумя видами — амариллисом прекрасным (Amaryllis belladonna L.) и Amaryllis paradisicola; роды амариллис и гиппеаструм объединяет только семейство.

## Ботаническое описание

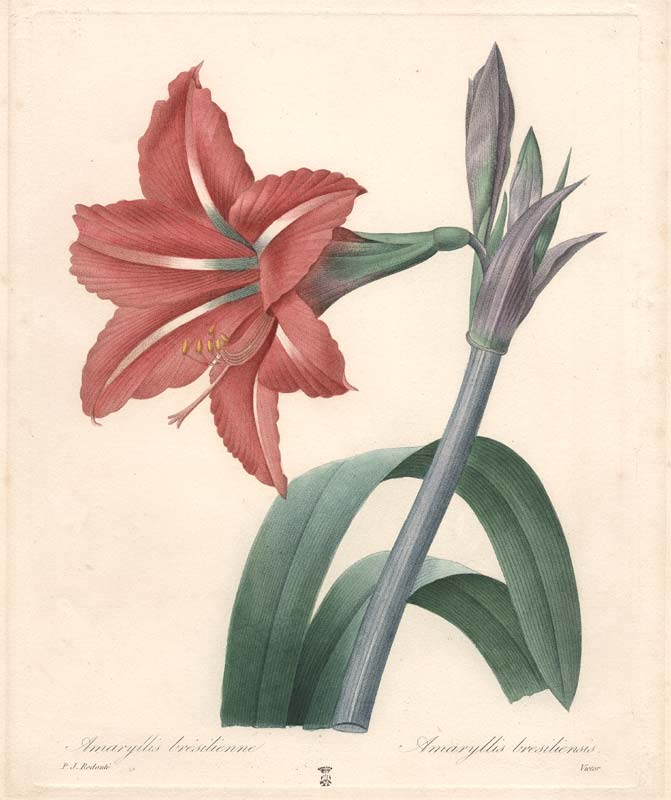
Гиппеаструм Джонсона. Акварель Пьера-Жозефа Редуте. «Les Liliacées», Vol. 8, pl. 469

Представители рода гиппеаструм являются многолетними луковичными растениями. По своему строению луковица гиппеаструма относится к туникатным, то есть состоит из короткого, утолщённого стебля и сомкнутых замкнутых чешуй. Луковица округлая или округло-коническая, иногда сдавленная с боков сидящими дочерними луковичками. Размер луковицы колеблется в зависимости от вида от 5 до 10 см в диаметре. В верхней части луковица сужается и переходит в шейку 2,5-3 см длины. Основание луковицы — донце округлое или овальное, плоское, покрытое бурой отмершей тканью, с пучком шнуровидных корней. У молодых луковиц донце едва заметно, но у старых луковиц оно выдается на 1,5-2 см. Вследствие разрушения нижних чешуй донце оголяется и увеличивается его длина. Одновременно с нижней стороны донца происходит сшелушивание мёртвых тканей, поэтому донце иногда не достигает чрезмерной длины, за исключением больших луковиц, у которых преждевременно разрушены чешуи.
Корневая система состоит из придаточных корней, которые формируются по краю донца кольцом, ниже места прикрепления луковичных чешуй, оставляя центральную часть донца свободной. Корни многочисленные, мясистые, слабо ветвящиеся, диаметром 0,5-0,6 см, длиной до 35 см. Старые корни постепенно отмирают, и кольцо корней передвигается выше по стеблю. Донце является основанием укороченного конусовидного стебля, к которому прикрепляются мясистые чешуи луковицы. Наружные чешуи обычно мёртвые, сухие, легко отшелушивающиеся. Под ними расположены сочные замкнутые чешуи, чередующиеся с незамкнутыми, в основании которых находятся соцветия. Чешуи являются разросшимися мясистыми основаниями ассимилирующих листьев. Как правило, 10-12 наружных чешуй не имеют листовой пластинки, так как чешуи характеризуются более длительным сроком жизни, чем их наземная ассимилирующая часть. Следующие 8-12 чешуй несут зелёные ассимилирующие листья.
Листья линейные, с верхней стороны желобчатые, а с нижней — килеватые, с выступающей средней жилкой, располагающейся в два супротивных ряда. Длина их достигает 50-70 см, ширины 4-5 см. Листья красных сортов могут иметь равномерный багровый оттенок.
При достижении половой зрелости у гиппеаструма наблюдается строгое чередование листьев с замкнутым и незамкнутым основанием (влагалищем). После трёх листьев с замкнутым основанием следует лист с незамкнутым основанием, в пазухе которого с внутренней стороны формируется соцветие. Отрезок стребля, на котором сформировалось 4 листа и цветонос составляют цикл. Следующий лист образуется с той же стороны, что и лист с незамкнутым основанием. Таким образом, нарушается очерёдность листьев и оба листа располагаются с одной стороны. За вегетационный период таких циклов может быть два или три. Соцветия, заложившиеся в текущем вегетационном периоде появятся над поверхностью и будут цвести лишь после того, как листья соответствующих периодов отомрут. Листья выходят из луковицы и достигают полного развития в короткое время, а образовавшиеся одновременно с ними соцветия остаются внутри луковицы, продолжая медленно развиваться. Цветонос появляется только с листьями следующего года вегетации. От формирования цветоноса до его цветения проходит около 18-20 месяцев. По количеству листьев, образовавшихся в течение вегетационного периода, можно точно знать, сколько заложилось соцветий в этом году.
Соцветие — зонтик. Цветонос представляет собой безлистый стебель от 35 до 80 см высоты, цилиндрический, полый. Поверхность цветоноса гладкая, покрыта легко стирающимся восковым налётом; окраска его от светлой до тёмно-зелёной, с антоциановым загаром. На верхушке цветонос несёт зонтиковидное соцветие из 2-4, редко 5-6 крупных слегка зигоморфных обоеполых цветков. На ранних стадиях развития, при выходе цветочной стрелки из луковицы и во время дальнейшего её роста, цветочные бутоны заключены в покрывало из двух прицветных листьев, которое защищает их от механических повреждений. Прицветные листья сравнительно плотные, с развитым килем, зелёные, часто с антоциановым загаром, свободные до самого основания. Размеры покрывала с заключёнными в него цветочными бутонами колеблются от 7 до 14,5 см длины. Форма и размеры покрывала не влияют на качество и величину цветков, но являются характерным отличительным признаком для определения вида и сорта.

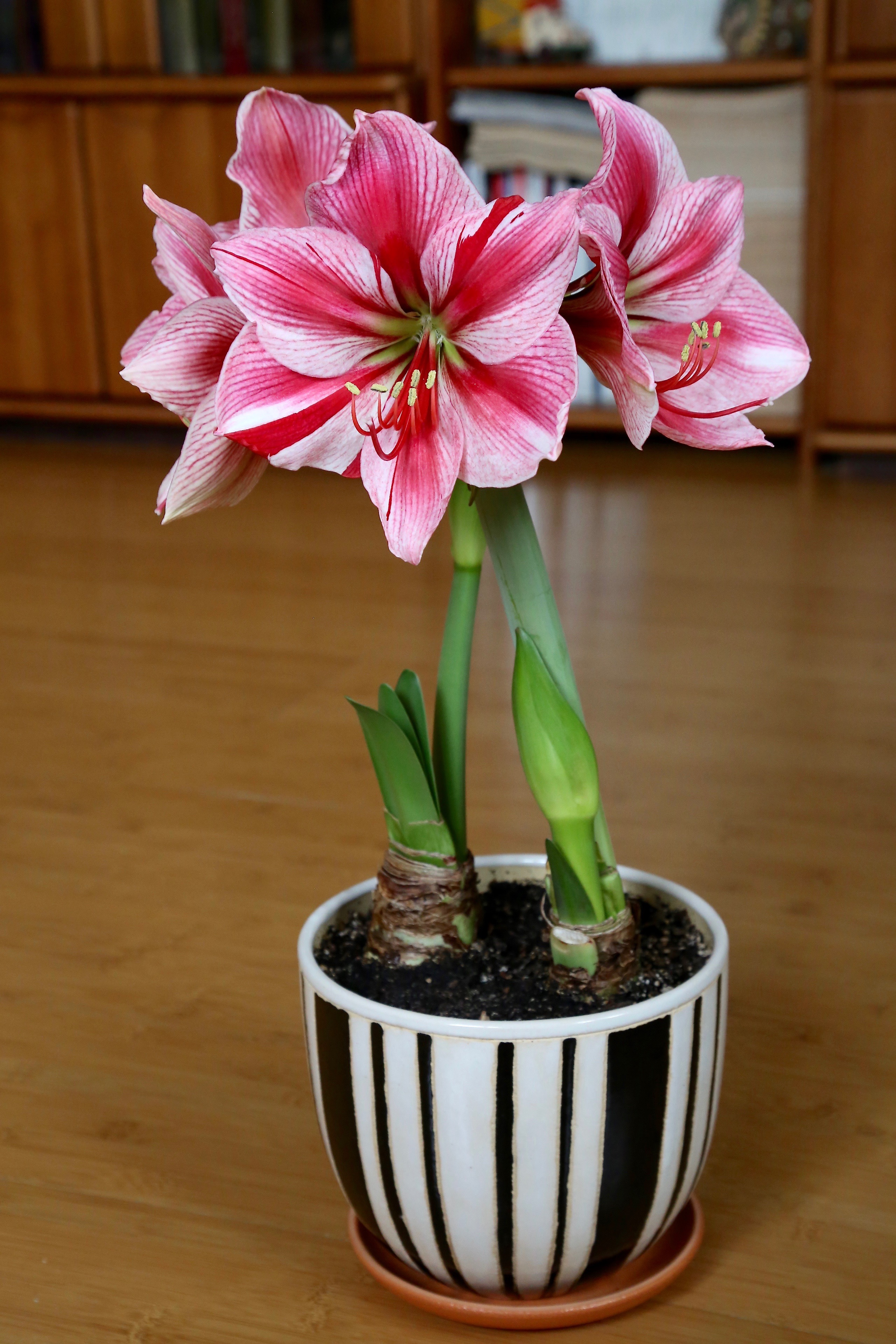
Гиппеаструм в качестве комнатного растения

Цветок располагается на цветоножке 4,0-5,0 см длины, у основания которых имеется по одному плёнчатому прицветнику. Цветки 13-15 см длины, 15-25 см в диаметре, воронковидные или трубчатые, самой различной окраски: ярко-красные, тёмно-вишнёвые, розовые, оранжевые, белые и пр. Околоцветник сросшийся, венчиковидный, из 6 листочков, расположенных в два круга. Трубка околоцветника может быть очень длинной (10-12 см) или совсем короткой (2-4 см). Листочки наружного круга крупнее внутренних; самый верхний листочек наружного круга обычно больше, чем другие, а самый нижний листочек внутреннего круга самый маленький. В зеве околоцветника имеются придатки из щетинок, чешуй и волосков, которые прикрывают зев. Наличие их является одним из существенных признаков при разграничении видов.
Тычинок— 6, направлены они вниз, а затем загибаются кверху. Тычиночные нити тонкие, длинные, неравной длины. Пыльники качающиеся, 2,3-2,5 см длины до вскрытия и 0,6-0,7 см после вскрытия. Пыльца жёлтая, обильная, довольно тяжёлая. Пестик нитевидный, трёхраздельный с лопастным рыльцем. Завязь нижняя, трёхгнездная, с многочисленными семяпочками.
Плод — шаровидная или угловатая, трёхстворчатая, сухая коробочка. Когда коробочка созревает, она растрескивается и освобождает семена. При искусственном опылении цветков образуется в среднем 69 шт. (до 100 шт.)нормально развитых семян, а всего на одном растении — 173 шт. (до 340 шт.). Растения со светлыми цветками, особенно белыми, образуют мало полноценных семян.
Семена — сухие, плоские, крылатые, тёмно-коричневой или чёрной окраски. Свежесобранные семена имеют высокую всхожесть — 98-100 %.

## Происхождение и географическое распространение
Род Гиппеаструм насчитывает около 90. видов, произрастающих в тропической и субтропической Америке. Самое большое число видов находится в бассейне реки Амазонки (Бразилия, Боливия, Перу). Это громадное пространство является центром, из которого все виды гиппеаструма распространились по другим тропическим и субтропическим районам.

### Некоторые виды
Hippeastrum aglaiae

Hippeastrum ambiguum

Hippeastrum andreanum

Hippeastrum argentinum

Hippeastrum aulicum

Hippeastrum blossfeldiae

Hippeastrum blumenavium

Hippeastrum bukasovii

Hippeastrum breviflorum

Hippeastrum calyptratum

Hippeastrum candidum

Hippeastrum cybister

Hippeastrum doraniae

Hippeastrum elegans

Hippeastrum evansiae

Hippeastrum forgetii

Hippeastrum gayanum

Hippeastrum goianum

Hippeastrum lapacense

Hippeastrum leopoldii

Hippeastrum machupijchense

Hippeastrum maracasum

Hippeastrum oconequense

Hippeastrum organense

Hippeastrum papilio (Ravenna) van Scheppen 

Hippeastrum pardinum

Hippeastrum petiolatum

Hippeastrum psittacinum

Hippeastrum puniceum

Hippeastrum reginae

Hippeastrum reticulatum

Hippeastrum solandriferum 

Hippeastrum striatum

Hippeastrum stylosum

Hippeastrum traubii

Hippeastrum vittatum

## Экология
Представители рода гиппеаструм относятся к жизненной форме геофитов и экологически приурочены главным образом к степным, полустепным районам и особенно к горно-степным поясам.

## Применение в цветоводстве

### История культуры

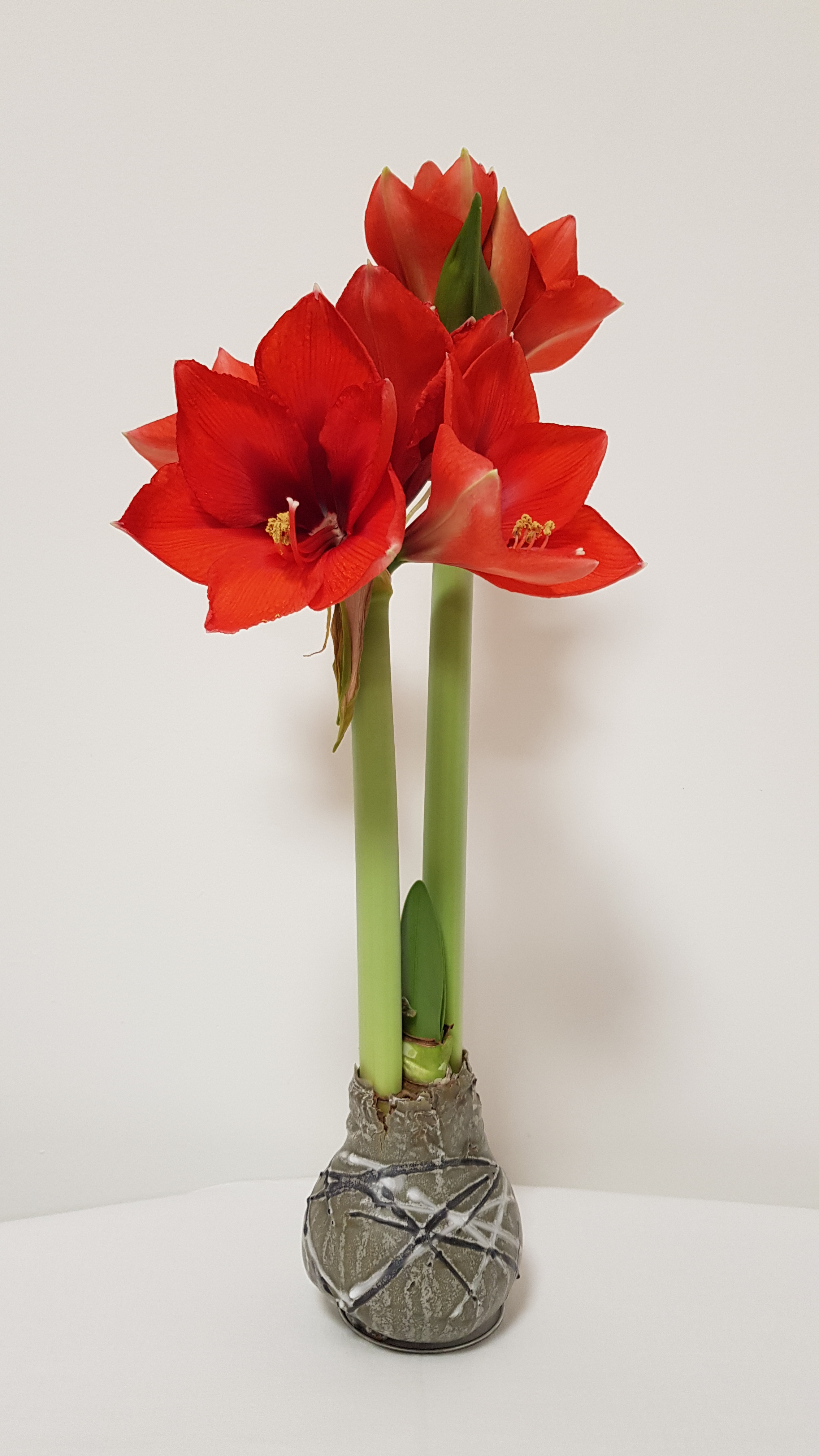
Проросшая луковица гиппеаструма как декорация

Гиппеаструм родом из Южной Америки, впервые был завезён в Европу в XVI веке и с тех пор пользуется большой популярностью среди садоводов. В Западной Европе особенно славилась «амариллисами» фирма Керра в Ливерпуле, которая в 1899 году выставляла свои «амариллисы» на Международной выставке в Санкт-Петербурге.
С появлением в 1799 году первого гибрида, названного по имени селекционера — Гиппеаструм Джонсона  (Hippeastrum johnsonii), открылось широкое поле деятельности для садоводов. Выращивание гибридных форм особенно возросло после введения в культуру видов из Бразилии и Перу. В шестидесятых годах XIX века существовало уже до 100 сортов гиппеаструма.
В Россию гиппеаструмы попали из Западной Европы в середине XIX века. В журнале «Вестник Российского общества садоводства в Санкт-Петербурге» сообщается о доставке в Санкт-Петербургский ботанический сад новых видов и сортов «амариллиса».
В 1936 году на Черноморском побережье Кавказа в совхозе «Южные культуры» (Адлер) было организовано промышленное выращивание луковиц гиппеаструма.
Селекционная работа с гиппеаструмом проводилась с 1953 года в Институте экспериментальной биологии АН Эстонской ССР.
В ходе проекта Марс-500 испытатели успешно провели выгонку цветов гиппеаструмов в оранжерейной установке Aerogarden.

### Болезни и вредители
Из вредителей чаще всего гиппеаструм повреждают луковый клещ, приморский мучнистый червец, амариллисовый червец, мягкая ложнощитовка, из болезней — стаганоспороз или красный ожог, антракноз и фузариоз.

### Варианты садовой классификации
Культура гиппеаструма обладает большим сортовым разнообразием, всего насчитывается почти 2000 сортов, но наиболее широко возделывают около 200. На основании их различий по происхождению, размерам и форме цветка, по срокам цветения они подразделяются на 9 групп садовой классификации:
- культивируемые дикорастущие виды;
- гибриды с длинотрубчатыми цветками;
- гибриды с Амариллис беладонна;
- гибриды с Гиппеаструм регина;
- Леопольд-гибриды;
- гибриды с орхидеевидными цветками;
- гибриды с махровыми цветками;
- миниатюрноцветковые гибриды;
- сорта и гибриды, которые не могут быть отнесены к остальным группам.

Наиболее распространёнными и используемые в производстве являются сорта, входящие в группу Леопольд-гибриды.

### Сорта
Международным органом регистрации (ICRA) новых сортов является Royal General Bulb Growers' Association (KAVB). Сайт ассоциации включает базу данных по зарегистрированным сортам.